# St. Ägidius (Buttendorf)

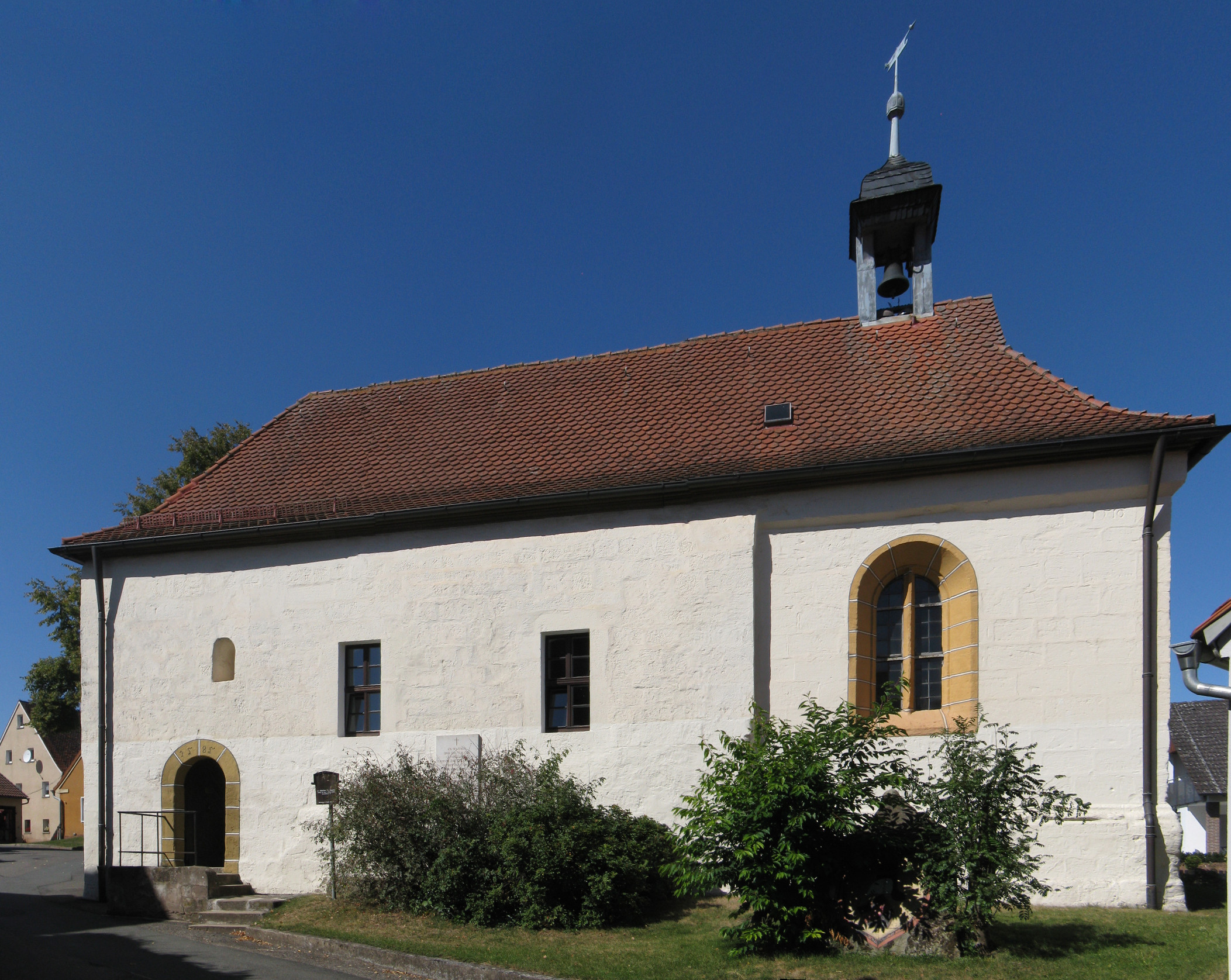
St. Ägidius (Buttendorf)

Die evangelische Filialkirche St. Ägidius ist ein denkmalgeschütztes Kirchengebäude, das in Buttendorf, einem Gemeindeteil des Marktes Roßtal im Landkreis Fürth (Mittelfranken, Bayern) steht. Das Bauwerk ist unter der Denkmalnummer D-5-73-125-32 als Baudenkmal in der Bayerischen Denkmalliste eingetragen. Die Kirchengemeinde gehört zur Pfarrei St. Laurentius (Roßtal) im Evangelisch-Lutherischen Dekanat Fürth im Kirchenkreis Nürnberg der Evangelisch-Lutherischen Kirche in Bayern.

## Beschreibung
Die verputzte Saalkirche stammt im Kern aus dem 14. Jahrhundert. Der eingezogene Chor im Osten wurde erst 1510 angebaut. Aus dem Walmdach erhebt sich über dem Chor ein offener, mit einer schiefergedeckten Haube bedeckter Glockenstuhl, in dem eine Kirchenglocke hängt. Das Portal auf der Südseite des Kirchenschiffs wurde 1585 neu gestaltet. Im Innenraum befindet sich eine Empore.